# Bahnbus (Deutschland)

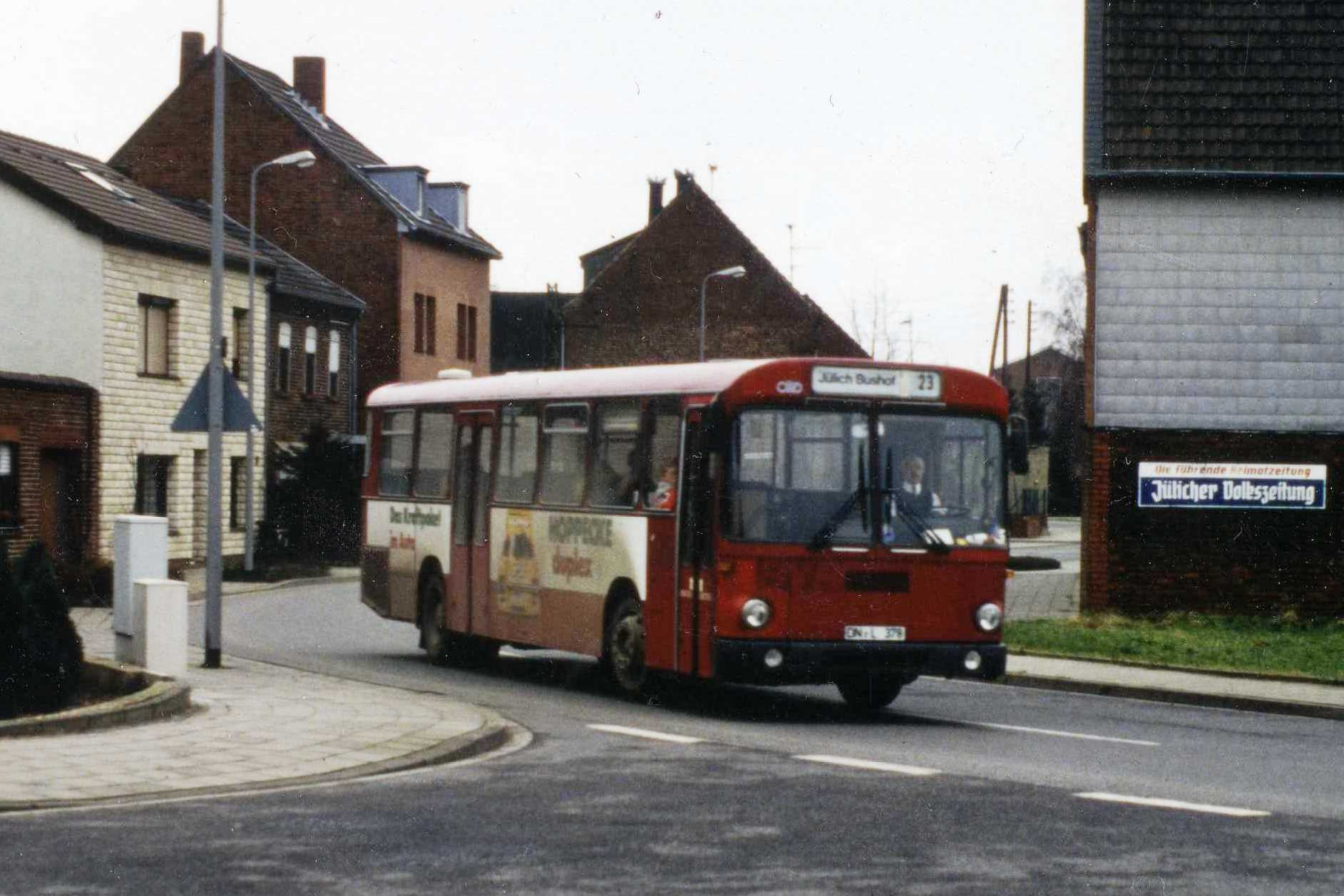
MAN-Bahnbus mit StÜLB-Front auf AVV-Linie 23 Düren – Jülich (1991)

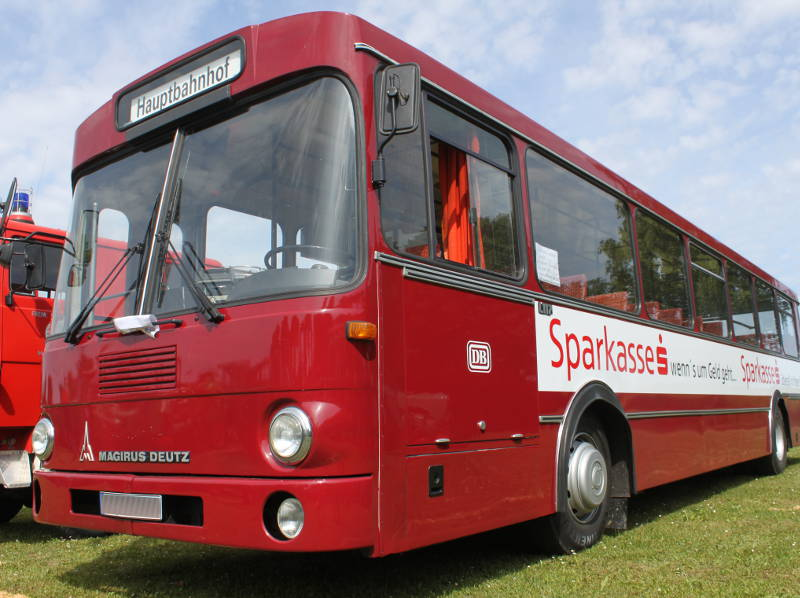
Magirus-Deutz L 117 auf einem Oldtimertreffen in Thannhausen

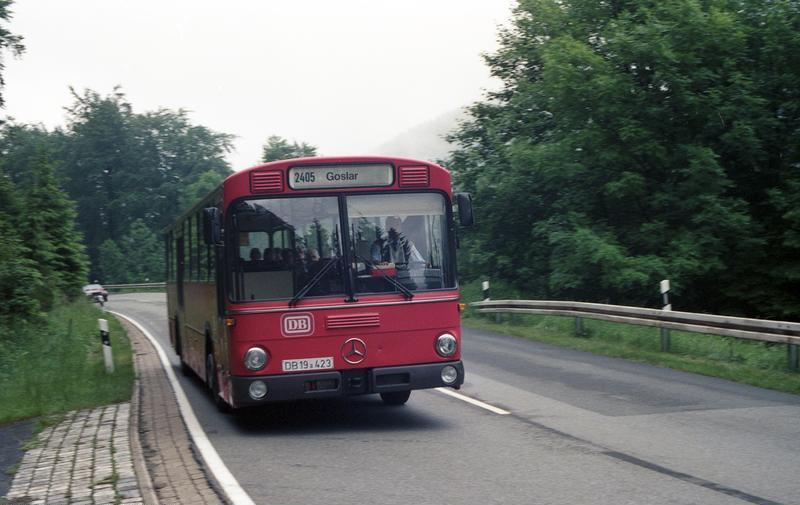
Mercedes-Benz O 307 auf einer Landstraße im Harz (Juni 1988)

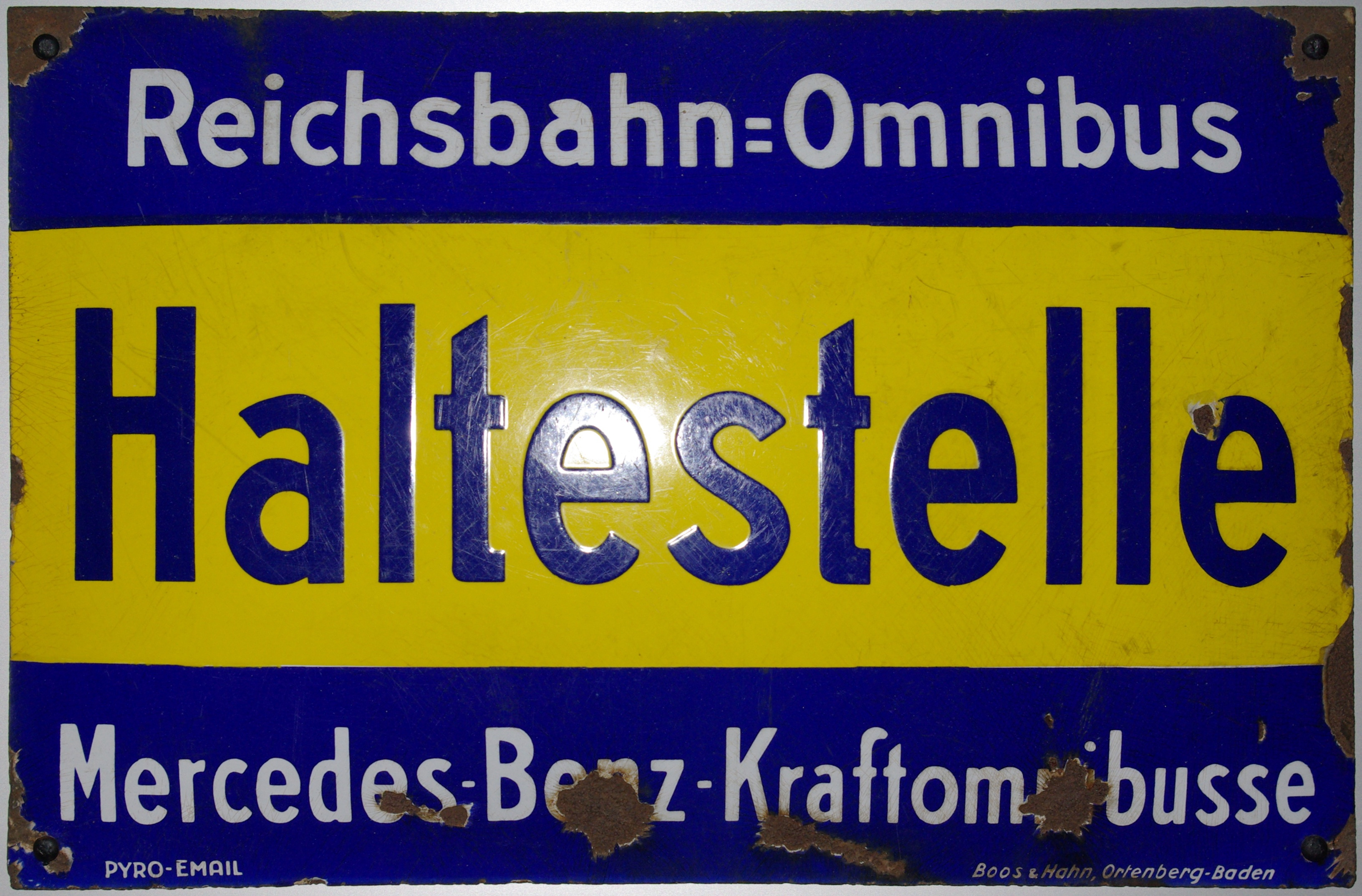
Historisches Haltestellenschild aus den 1920er Jahren

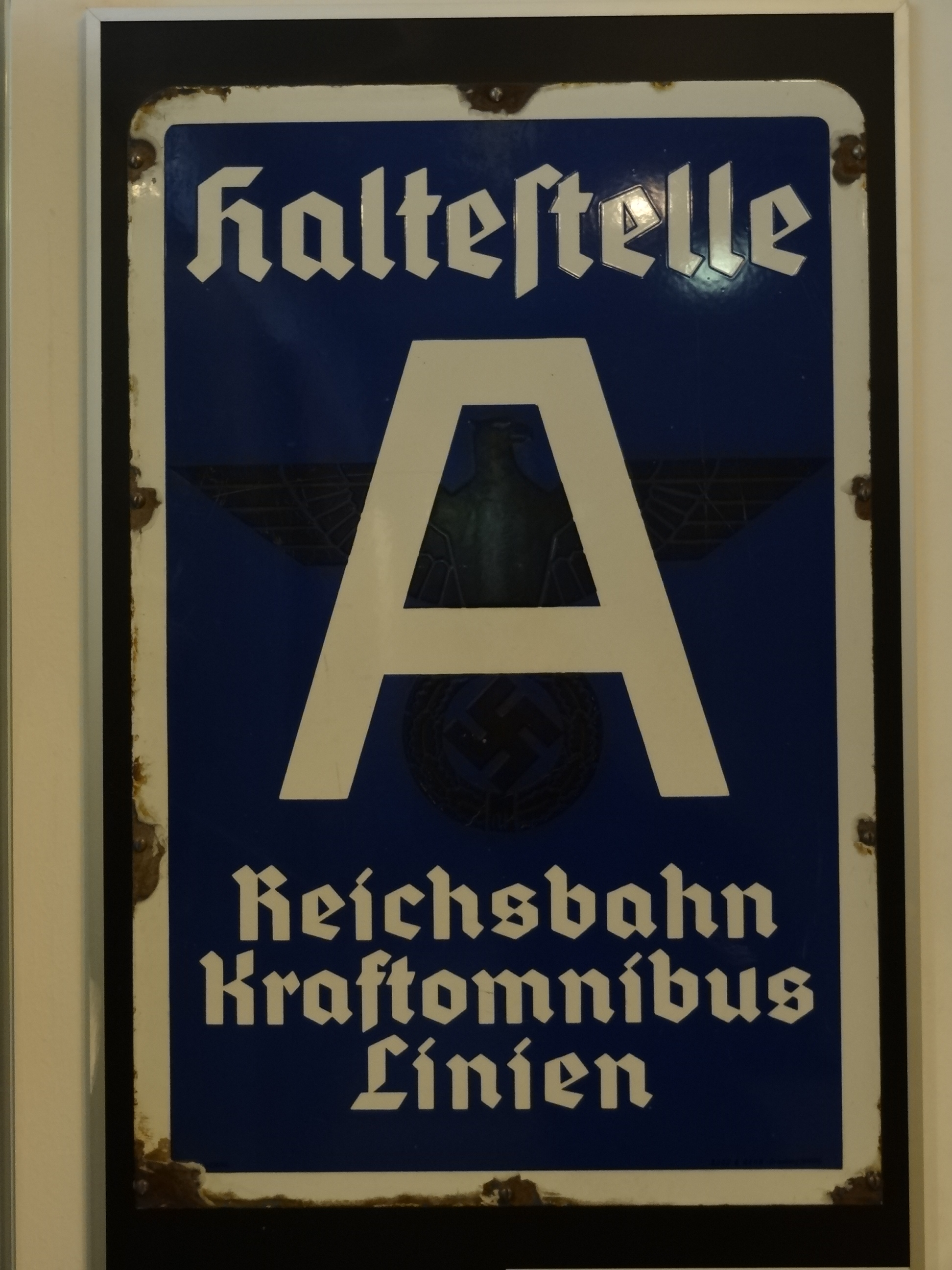
Historisches Haltestellenschild aus der nationalsozialistischen Zeit

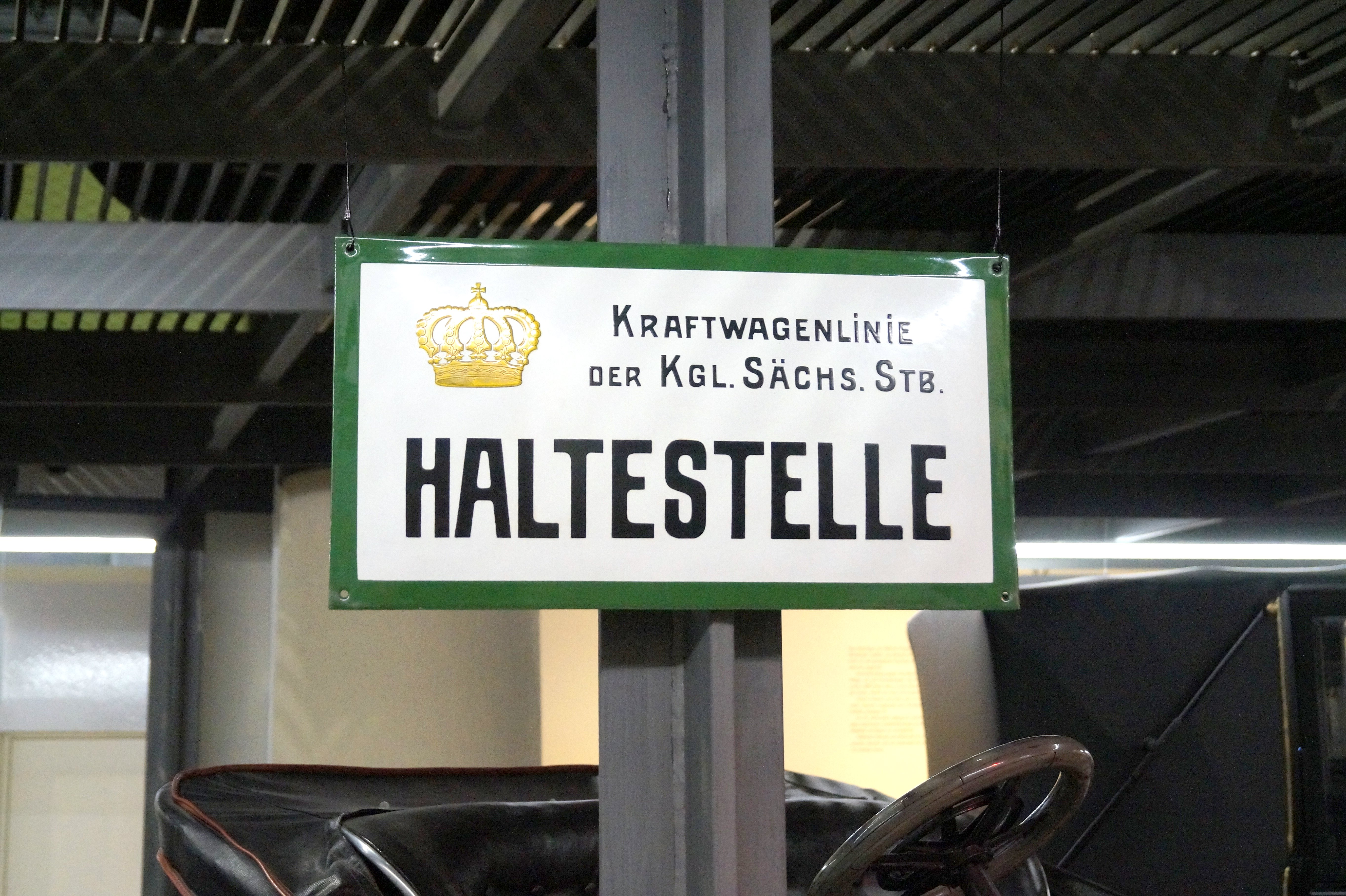
Bereits die deutschen Länderbahnen betrieben Omnibuslinien, hier ein Haltestellenschild der Königlich Sächsischen Staatseisenbahnen

Als Bahnbus wurde der Omnibus-Linienverkehr der Deutschen Bundesbahn (DB) und der Deutschen Reichsbahn bezeichnet. Heute wird die Gesamtheit der Regionalbusgesellschaften der Deutschen Bahn AG DB Regio Bus genannt. Diese bilden eine Sparte innerhalb der DB Regio AG.

## Geschichte

### Bis zum Zweiten Weltkrieg
Ursprünglich wurde der Überlandlinienverkehr in Deutschland aus historischen Gründen meist von der Reichspost betrieben. Dieser zunächst Kraftpost und später Postreisedienst genannte Verkehr löste die Postkutschen ab. Verträge mit den Staatsbahnen der Länder beziehungsweise später mit der Deutschen Reichsbahn sicherten zu, dass parallel zu Eisenbahnstrecken keine Postbusse verkehrten. Die Mecklenburgische Friedrich-Franz-Eisenbahn richtete 1904 die erste Omnibus-Linie zwischen dem Bahnhof Dettmannsdorf-Kölzow und Marlow ein um die Stadt Marlow an das Eisenbahn-Netz anzubinden. In Sachsen richteten die Königlich Sächsischen Staatseisenbahnen ab 1913 eigene Kraftomnibuslinien zur Ergänzung des Eisenbahnnetzes ein. Die Linien kamen nach 1920 zur KVG Sachsen und wurden damit weiter durch den Staat, aber ohne Bezug zur Eisenbahn betrieben.
Die Deutsche Reichsbahn begann 1933 unter der Bezeichnung Kraftomnibus-Verkehr der Deutschen Reichsbahn mit der Einrichtung eigener Linien. Es bildeten sich dabei verschiedene Linientypen heraus:
- Erschließung von Ortschaften, in die aus wirtschaftlichen Gründen keine Eisenbahnen mehr gebaut wurden; nach dem Ersten Weltkrieg wurden in Deutschland nur noch vereinzelt neue Bahnstrecken eröffnet
- Ersatz für stillgelegte Bahnstrecken
- Ersatz für unrentable Züge mit geringer Fahrgastzahl außerhalb des Berufsverkehrs
- Verkehr parallel zu Bahnstrecken, aber mit verbesserter Erschließung von Ortschaften mit großer Entfernung zwischen Siedlung und Bahnstation, gegebenenfalls durch Stichfahrten (auch dadurch längere Reisezeiten)

Auch auf den ersten Abschnitten der Reichsautobahnen richtete die Deutsche Reichsbahn einen Omnibus-Schnellverkehr ein, dazu gehörte die Linie Frankfurt am Main–Darmstadt–Mannheim/Heidelberg 1935, die 1937, nachdem Teile der heutigen Bundesautobahn 6 im Bereich von Kaiserslautern dem Verkehr übergeben worden waren, über Ludwigshafen, Bad Dürkheim, Kaiserslautern, Homburg und St. Ingbert nach Saarbrücken verlängert wurde. Die Deutsche Reichsbahn bewarb den Omnibus-Verkehr.

### Nach dem Zweiten Weltkrieg
Nach dem Zweiten Weltkrieg wurden sowohl in der Bundesrepublik als auch in der DDR neue Linien eingerichtet. In der DDR wurden diese bis 1954 von den neu begründeten kreiseigenen Verkehrsbetrieben übernommen.
Um 1950 hatte die Deutsche Bundesbahn auf circa 750 eigenen Linien etwa 1000 eigene Omnibusse und über 300 Busse von Fremdunternehmen auf ihrem Liniennetz im Einsatz. Anfangs wurde der Betrieb noch als Kraftomnibus-Verkehr der Deutschen Bundesbahn oder kurz Bundesbahn-Kraftomnibus bezeichnet. 1957 erreichte das Liniennetz etwa 50.000 Kilometer. Die Deutsche Bundesbahn baute ihr Bahnbusnetz weiter aus, oft als Ersatz für stillgelegte Strecken, unrentable Züge oder zur Bedienung aufgelassener Stationen an Hauptbahnen im Zusammenhang mit dem sogenannten Eilzugmäßigen Fahren. Die Linien der Deutschen Bundesbahn durften nicht von der Kraftpost betrieben werden.
Jede Bundesbahndirektion hatte eine Bahnbusverkehrsstelle, dieser unterstanden unter anderem die Einsatzstellen der Omnibusse, die Kraftwagenbetriebswerke, kurz Kbw genannt. Ein Großteil der Busfahrer war verbeamtet (Ober-/Triebwagenführer K). Die Busfahrer wurden bei der Deutschen Bundesbahn auch scherzhaft Gummibahner genannt.
Viele lange Strecken wurden im Laufe der Zeit eingestellt oder werden nur noch auf Teilstrecken bedient. Dafür stehen zum Beispiel:
- Hannover – Hameln – Kassel
- Hannover – Hameln – Lemgo – Detmold (mit über 100 Haltestellen)
- Hannover – Hildesheim – Goslar – Clausthal-Zellerfeld
- Hannover – Celle – Sprakensehl
- Hannover – Hamburg
- Bremen – Hameln und viele andere

Viele Busfahrer übernachteten am Linienendpunkt in Dienst- oder Privaträumen, um morgens ihren Dienst für die Rückfahrt wieder anzutreten. Nicht selten waren Busfahrer mit Streckenkenntnis auf über 20 Linien mit teils über 1000 Haltestellen.

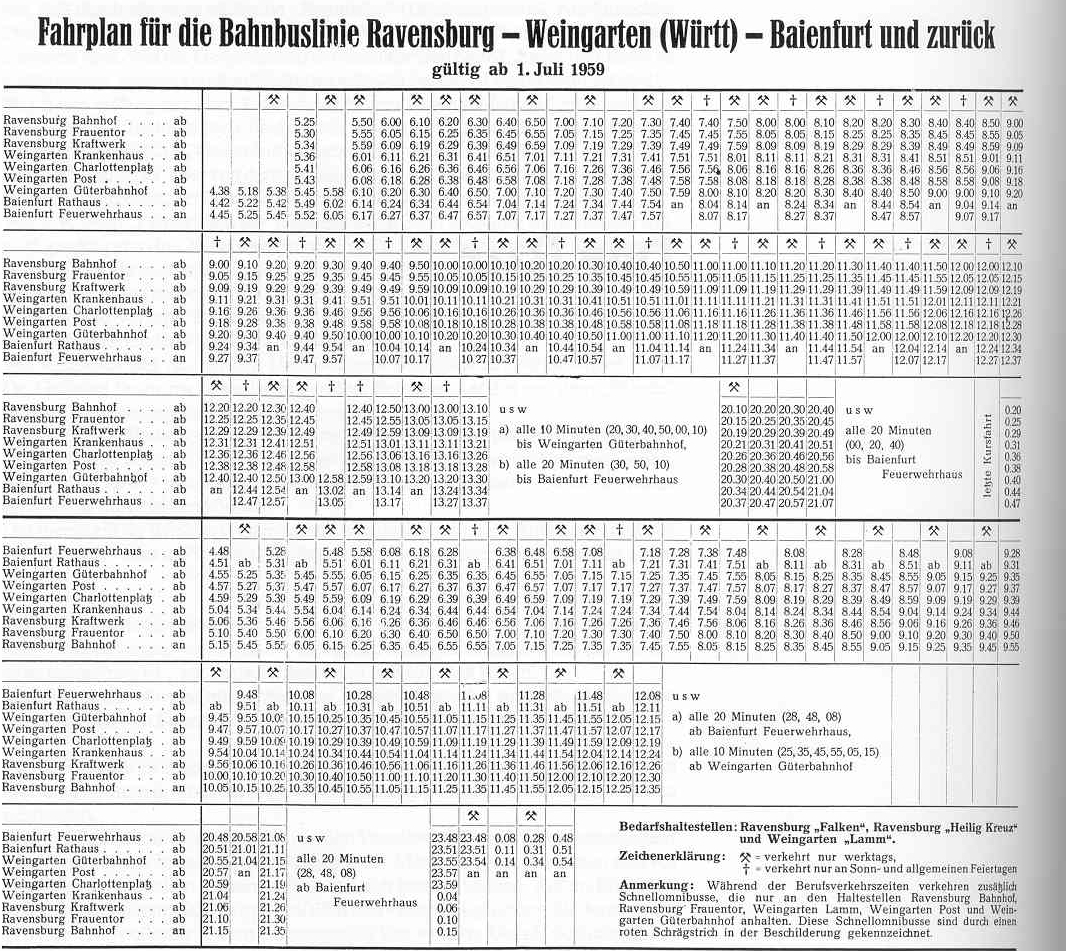
Fahrplan der Bahnbus-Linie Ravensburg–Baienfurt von 1959, verkehrt heute noch als Linie 1 der DB ZugBus Regionalverkehr Alb-Bodensee GmbH

### Zusammenschluss
Am 18. März 1976 wurden nach langwierigen politischen Entscheidungsprozessen die Bahn- und Postbusse zur Omnibusverkehrsgemeinschaft Bahn/Post zusammengeführt, die den Übergang der Kraftpost, des späteren Postreisedienstes, auf den Bahnbusdienst der Deutschen Bundesbahn einleitete, die als Schienenersatzverkehr ein Netz parallel zu Bahnstrecken betrieb. Zuvor hatte der Postreisedienst 1974 mit 435 Millionen Fahrgästen die höchste Beförderungszahl in den 80 Jahren seines Bestehens erreicht. Ziel der Vereinigung war es, den Regionalbusverkehr mit Omnibussen wirtschaftlicher zu betreiben und bedarfsgerecht auszubauen.
Bereits in den 1970er Jahren kamen Überlegungen auf, die Busdienste der beiden Bundesunternehmen Bahn und Post rentabler zu gestalten. Um erste Erfahrungen zu sammeln, wurden in fünf Pilotprojekten die Busdienste von Bahn und Post zusammengeführt und als privatwirtschaftliche GmbHs betrieben. So entstanden zum 1. Oktober 1976 aus den Bahnbus-Geschäftsbereichen Hannover und Köln die RVH (Regionalverkehr Hannover GmbH, heute RegioBus Hannover GmbH) und die RVK (Regionalverkehr Köln GmbH) und die Regionalverkehr Oberbayern (RVO) bzw. wurden die Bahnbusverkehre von Schleswig-Holstein in die Autokraft GmbH und von Nordwest-Niedersachsen – später zum 1. Januar 1982 – in die KVG Stade integriert.
Auf Beschluss des Bundeskabinetts vom 25. Juni 1980 wurden zum 1. Januar 1981 alle von Bahn und Post betriebenen Busdienste bei der Deutschen Bundesbahn zusammengefasst. Es wurden in 19 Regionen auf öffentlich-rechtlicher Grundlage regionalisierte, von der übrigen Bahn-Organisation getrennte Busgesellschaften eingerichtet. Teilweise trugen diese den Namen Geschäftsbereich Bahnbus XY, teilweise bereits Namen wie Regionalverkehr XY. In der Region Allgäu übernahm erst zum 1. Juni 1985 die Regionalverkehr Schwaben-Allgäu (RVA), eine Tochtergesellschaft der Regionalverkehr Oberbayern (RVO) im Allgäu den letzten Teil des noch alleine der Bundespost unterstehenden Postreisedienstes im Bundesgebiet.

### Abwicklung
Nach und nach wurden auch die verbliebenen regionalen Bahnbus-Geschäftsbereiche der Deutschen Bundesbahn in selbstständige Regionalbus-Gesellschaften umgewandelt, blieben aber unter dem Dach der Unternehmensgruppe Vereinigte Bundesverkehrsbetriebe (VBG). Gesellschafter der VBG waren die Deutsche Bundesbahn und die Deutsche Bundespost. 1994 gingen die Anteile der Deutschen Bundesbahn auf die DB AG über, 1995 die der Deutschen Bundespost auf die PDB Postdienst Beteiligungs-GmbH.
In den 1990er Jahren wurden insgesamt vier Regionalbusunternehmen verkauft: Im Jahr 1992 wurde die Regionalbus Augsburg RBA an ein Konsortium lokaler (privater und öffentlicher) Busunternehmer und lokaler Gebietskörperschaften verkauft. Ebenso wurde 1995 mit der Regionalverkehr Köln (RVK) verfahren, mit dem Unterschied, dass hier keine privaten, sondern ausschließlich öffentliche oder sich in öffentlichem Besitz befindliche Unternehmen und eine Gebietskörperschaft beteiligt wurden, dies aus der Augsburger Erfahrung heraus. 1996 wurde die Kraftverkehr GmbH (KVG) Stade und Lüneburg an die Verkehrsbetriebe Osthannoversche Eisenbahnen GmbH (OHE) mit Sitz in Celle und die Eisenbahnen und Verkehrsbetriebe Elbe-Weser GmbH (EVB) in Zeven abgegeben. Schließlich wurde 1998 die Regionalverkehr Hannover GmbH (RVH) mit der Steinhuder Meer-Bahn und einem Teil der Verkehrsbetriebe Bachstein verschmolzen, um ein gemeinsames Verkehrsunternehmen für den Regionalverkehr im Großraum Hannover zu schaffen. Die daraus entstandene RegioBus Hannover gehört der Region Hannover (89,3 %), dem Landkreis Nienburg/Weser (8,42 %) und dem Landkreis Schaumburg (2,28 %). Die Beteiligung eines privaten Unternehmers endete zum 31. Dezember 2005 und wurde durch eine Gebietskörperschaft übernommen. Die Buslinien im Raum Hildesheim und Alfeld (Leine) werden als Regionalverkehr Hildesheim (RVHi) von den Stadtwerken Hildesheim betrieben, die Buslinien im Raum Hameln wurden von der Kraftverkehrsgesellschaft Hameln übernommen. Ursprünglich sollten alle regionalen Bundesbusgesellschaften privatisiert, damit verkauft, werden. Dieser Plan wurde jedoch nach dem Rückzug der PDB Postdienst Beteiligungs-GmbH und der hundertprozentigen Übernahme der Gesellschaften durch die Deutsche Bahn nicht weiter verfolgt.

## Fuhrpark

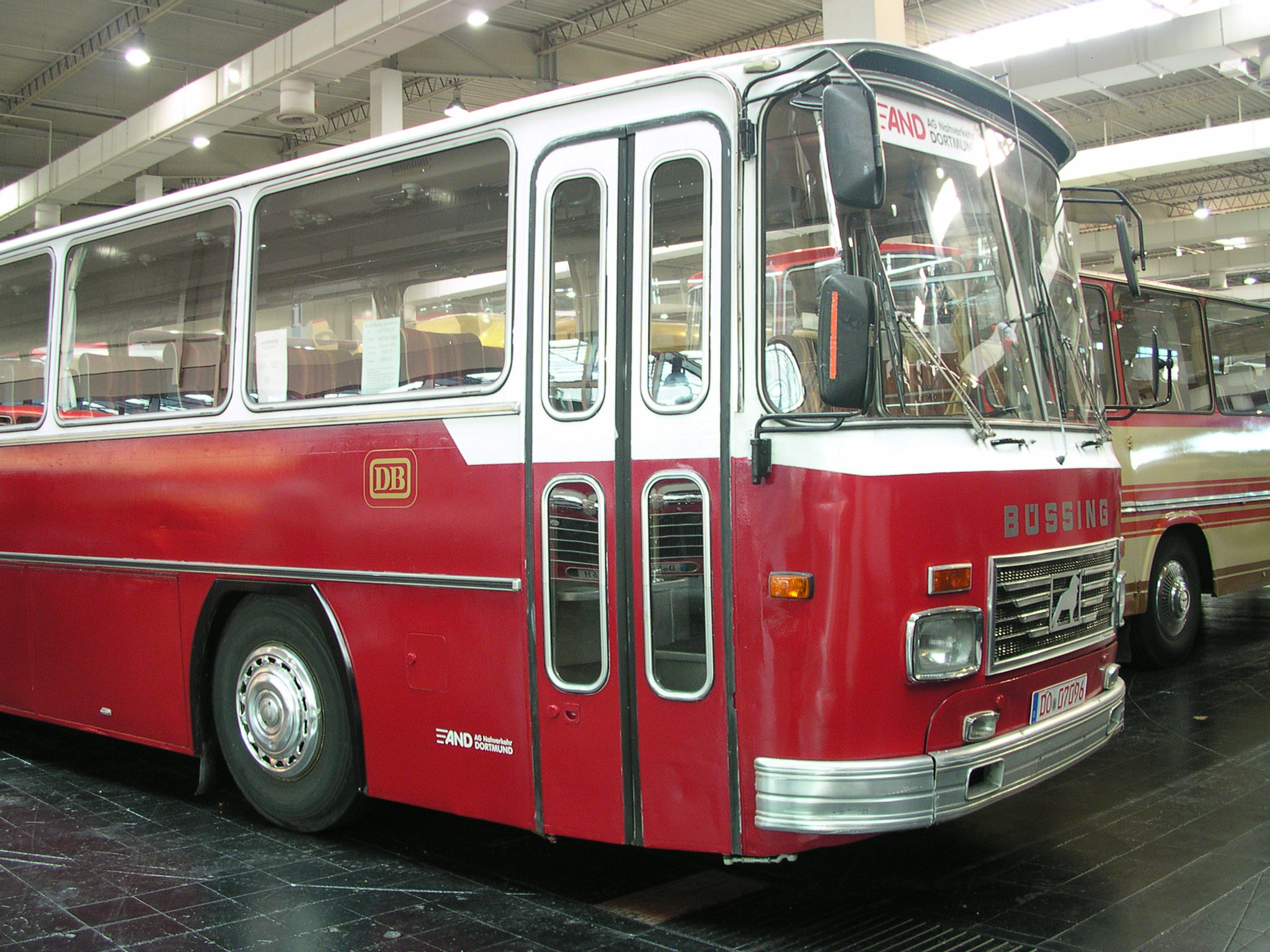
Museal erhaltener Büssing-Emmelmann-Bahnbus

Der mit Abstand überwiegende Teil der Bahnbusse waren Überlandbusse. Daneben gab es Kombi- und einige Reisebusse, die teilweise auch über eine eigene Touristiksparte zum Beispiel entlang der Romantischen Straße vermarktet, jedoch auch im Linienverkehr (überwiegend Berlin-Verkehr) eingesetzt wurden. Nur in wenigen Städten versahen Bahnbusse auch den Stadtverkehr.
Bei der Neugründung nach dem Krieg wurde zunächst ein bunt gemischter Fuhrpark an verbliebenen Kriegs- und Vorkriegsmodellen aller möglicher Fabrikate übernommen, der jedoch seit Anfang der 1950er Jahre sukzessive durch zumeist größere Serien neuer Fahrzeuge ersetzt wurde. Der spätere Fuhrpark setzte sich praktisch aus Fahrzeugen aller namhaften deutschen Bushersteller zusammen, am stärksten vertreten waren Daimler-Benz, MAN, Büssing, Magirus-Deutz, Kässbohrer Setra sowie in der Anfangszeit auch Krauss-Maffei. Die Fahrzeuge wurden in den verschiedenen regionalen Geschäftsbereichen in stark unterschiedlichen Gewichtungen der Hersteller eingesetzt, so dass in einigen Regionen einzelne Hersteller sehr stark vertreten waren. Während der Lebensdauer wurden Fahrzeuge teilweise auch bundesweit umstationiert. Außerdem waren noch Reisebusse von Büssing mit Aufbauten der Adolf Emmelmann Karosserie-Fabrik aus Hannover im Einsatz. Diese wurden auch im Linienverkehr nach West-Berlin eingesetzt.
In den 1950er Jahren liefen viele Busse noch mit Busanhängern im Linienverkehr. Exoten waren Gaubschat-Hängerzüge, deren Personenanhänger einen Übergang zum Zugfahrzeug hatten. Diese waren Vorgänger der Gelenkbusse, jedoch ließen sich die Anhänger abkuppeln. Auch Busse von Henschel, Krupp und Faun waren eine Zeit lang im Einsatz. Zeitweise waren auch Einachs-Gepäckanhänger in Betrieb, beispielsweise zwischen Hannover Hbf und dem Flughafen Hannover.
In kleinerer Serie waren 1953/1954 Zweiwege-Busse (Schi-Stra-Bus) des norddeutschen Herstellers NWF beschafft worden, die mit untergeschobenen Eisenbahn-Radsätzen auch auf Gleisen gefahren werden konnten. Diese Fahrzeuge kamen in Bayern im Raum Passau und Augsburg sowie im Rheinland im Raum Koblenz zum Einsatz. Das komplizierte und zeitraubende Wechselsystem von der Schiene auf die Straße und umgekehrt bewährte sich jedoch nicht.
Mit dem Anschluss des Saarlandes an die Bundesrepublik Deutschland kamen 1957 auch eine Reihe französischer Omnibusse der Marke Berliet/Saviem zur Deutschen Bundesbahn, die nach ihrem Ausscheiden durch deutsche Fabrikate ersetzt wurden.
In den 1960er und frühen 1970er Jahren wurden auch eine Reihe von Reise- und Gelenkbussen von Auwärter Neoplan beschafft, ebenso nochmals einige Überland-Fahrzeuge dieses Herstellers Mitte der 1980er Jahre.
Mit dem Aufkommen der Standard-Busse Ende der 1960er Jahre hielten diese nach und nach auch in den DB-Fuhrpark Einzug, obwohl noch bis Mitte der 1970er Jahre auch die älteren, nicht standardisierten Baumuster beschafft wurden. Bis Mitte der 1980er Jahre setzte sich der Bestand fast ausschließlich aus den Standard-Überlandbussen (StÜLB) der Hersteller MAN, Daimler-Benz und Magirus-Deutz zusammen, hinzu kamen noch eine kleinere Zahl von Auwärter Neoplan, die erst ab der zweiten Generation Standardbusse auf den Markt gebracht hatten. Kässbohrer Setra konnte sich bis auf einige Prototypen wegen der Abhängigkeit von Daimler-Benz und MAN als Motorenlieferant nicht am Standardbus-Konzept beteiligen, lieferte aber dennoch einige hundert Überland- und Kombibusse. Daneben unterhielt die Deutsche Bundesbahn auch einige Reisebusse verschiedener Fabrikate.
In den späten 1980er und frühen 1990er Jahren avancierte der Setra S 215 UL zum „typischen“ Bahnbus im Überlandverkehr Süddeutschlands.

### Erhaltene Bahnbusse
Einige wenige historische Omnibusse der Deutschen Bundesbahn sind in Museen oder bei Sammlern bis heute erhalten. Bei derzeit betriebsfähigen Fahrzeugen ist die frühere DB-Fahrzeugnummer fett dargestellt. Historische Fahrzeuge anderer Herkunft, die optisch einem Bahnbus nachempfunden wurden, Busse von privaten Eisenbahnen oder den privatrechtlichen Bahnbus-Nachfolgegesellschaften, sind nicht aufgeführt:
| Fahrzeugnummer | Typ                         | Baujahr | Beheimatung                             | Besonderheiten, Verbleib |
| -------------- | --------------------------- | ------- | --------------------------------------- | --- |
| DB 7-963       | Mercedes-Benz O 307         | 1980    | GBB Ostbayern, Regensburg               | wurde von der Deutschen Bundespost (BP 10-3578) übernommen, ehemals beim Verein unabhängiger Postbusfahrer, seit 2018 Museumsfahrzeug (als Postbus) der Firma Opitz in Neunkirchen am Brand |
| DB 8-306       | MAN SÜ 240                  | 1983    | GBB Rheinland, Köln                     | wurde noch von der Deutschen Bundespost bestellt, aber bereits an die Deutsche Bundesbahn ausgeliefert, seit 2006 bei der IG Bahnbus                                                        |
| DB 17-507      | Mercedes-Benz O 305 G       | 1985    | GBB Stuttgart, Stuttgart                | Gelenkbus, seit 2008 Museumsfahrzeug (Himbeerrot) der Standardbus GbR in Krefeld |
| DB 19-533      | Mercedes-Benz O 307         | 1985    | GBB Saar-Westpfalz, Türkismühle         | bei Firma Marchlewitz, unterstützt durch Nahverkehrsfreunde Saar |
| DB 19-665      | Mercedes-Benz O 307         | 1986    | GBB Rhein-Neckar, Neustadt/Weinstraße   | seit 2009 bei der IG Bahnbus |
| DB 19-758      | Mercedes-Benz O 307         | 1987    | GBB Rhein-Neckar, Ludwigshafen          | seit 2013 Museumsfahrzeug (Himbeerrot) der Regionalbusverkehr Südwest GmbH in Karlsruhe |
| DB 19-823      | Mercedes-Benz O 407         | 1988    | GBB Nürnberg, Würzburg                  | wurde bereits an die Nachfolgegesellschaft Omnibusverkehr Franken (OVF) ausgeliefert, seit 2014 bei Traditionsbus Nordbayern                                                                |
| DB 19-825      | Mercedes-Benz O 407         | 1988    | GBB Nürnberg, Würzburg                  | wurde bereits an die Nachfolgegesellschaft Omnibusverkehr Franken (OVF) ausgeliefert, seit 2010 bei der IG Bahnbus                                                                          |
| DB 20-380      | Mercedes-Benz O 307         | 1983    | GBB Nordschwarzwald-Südpfalz, Karlsruhe | war später Fahrschulbus als DB 53-156, seit 2014 bei privat |
| DB 20-966      | Mercedes-Benz O 307         | 1979    | GBB Südbaden, Freiburg                  | umgebaut zum Infobus eines Missionsvereins aus Werdohl |
| DB 21-106      | Mercedes-Benz O 317 k       | 1971    | nicht bekannt                           | in Firmenfarben lackiertes Oldtimerfahrzeug der Firma Kähler in Lütjenburg |
| DB 21-511      | Mercedes-Benz O 307         | 1985    | GBB Nordschwarzwald-Südpfalz, Karlsruhe | eingesetzt im Personalverkehr eines Weinguts bei Bad Krozingen |
| DB 21-964      | Mercedes-Benz O 302-13 RÜnh | 1974    | Bundesbahndirektion Frankfurt           | ehemals beim DB-Museum eingelagert, seit 2017 bei der IG Bahnbus |
| DB 22-220      | Magirus-Deutz 260 L 117     | 1982    | GBB Ostbayern, Regensburg               | seit 2022 bei der IG Bahnbus |
| DB 22-233      | Magirus-Deutz 260 L 117     | 1982    | GBB Saar-Westpfalz, Kaiserslautern      | privat bei Landshut, Museumsfahrzeug (Purpurrot) |
| DB 23-403      | Kässbohrer Setra S 140 ES   | 1984    | GBB Braunschweig, Göttingen             | war seit 2004 privat bei Regensburg, seit 2020 Museumsfahrzeug (Purpurrot) beim Hallertauer Lokalbahnverein                                                                                 |
| DB 23-474      | Kässbohrer Setra S 215 UL   | 1984    | GBB Ostbayern, Passau                   | mit Reisebusbestuhlung, seit 2017 Museumsfahrzeug (Himbeerrot) beim Hallertauer Lokalbahnverein                                                                                             |
| DB 24-655      | MAN SÜ 240                  | 1986    | GBB Nürnberg, Nürnberg                  | eingesetzt im Personalverkehr einer Landwirtschaft in Waldfeucht |
| DB 24-830      | MAN SÜ 240                  | 1988    | GBB Nordschwarzwald-Südpfalz, Karlsruhe | war bei IG Traditionsbus Südniedersachsen (Himbeerrot), Verbleib derzeit nicht bekannt |
| DB 26-311      | MAN SÜ 240                  | 1983    | GBB Braunschweig, Braunschweig          | eingesetzt im Personalverkehr einer Landwirtschaft bei Bad Krotzingen |
| DB 26-510      | MAN SÜ 240                  | 1985    | nicht bekannt                           | seit 2002 bei Arbeitsgemeinschaft Nahverkehr Dortmund |
| DB 26-973      | MAN SÜ 240                  | 1989    | GBB Augsburg, Dillingen/Donau           | privat bei Augsburg |
| DB 53-394      | MAN-Büssing BS 120          | 1972    | nicht bekannt                           | seit 2013 in Restaurierung bei den Verkehrsbetrieben Extertal in Bösingfeld |

## Lackierungen
Im Gegensatz zu den gelben Postbussen waren die Bahnbusse von den 1950er Jahren bis 1981 in Purpurrot lackiert (RAL 3004). Diese Farbe wurde jedoch bei der DB als Weinrot bezeichnet.
In der Folgezeit gab es verschiedene Farbvarianten, darunter 1982 und 1983 Himbeerrot und Weiß/Himbeerrot, bis sich Himbeerrot ab 1984 bis zum Ende des Bahnbusdienstes für die neubeschafften Fahrzeuge für einige Jahre durchsetzen konnte. Daneben gab es auch immer wieder abweichende Sonderlackierungen, besonders im Reisebusbereich. Ältere Fahrzeuge wurden nur teilweise den neuen Farbschemata entsprechend umlackiert, so dass es in den 1980er Jahren zeitgleich mehrere Farbvarianten gab; neben alten dunkelroten, diversen Testfarbgebungen und den neuen himbeerroten Fahrzeugen blieb ein Großteil der übernommenen Postbusse bis zu ihrer Ausmusterung gelb und erhielten nur das DB-Logo sowie DB-Kraftfahrzeugkennzeichen.
Nach der Umwandlung in Regionalgesellschaften blieb ebenfalls ein Großteil der übernommenen Fahrzeuge in den bisherigen Farben, so dass man bis Ende der 1990er Jahre die noch unter Bundesbahn-Regie beschafften Busse teilweise in den alten, zuletzt meist roten Bahnbus-Lackierungen sehen konnte. Im Zuge der Umsetzung der konzerneinheitlichen Corporate Identity werden seit Beginn des Jahres 2008 die verschiedenen regionalen Lackierungsvarianten durch eine einheitliche, an die Lackierung von Nahverkehrszügen angepasste, verkehrsrote Lackierung ersetzt. So erhielten z. B. die traditionell in Grüntönen lackierten Busse der Autokraft nun das DB-Rot.

## Fahrplanmedien

### Bahnbus-Kursbuch

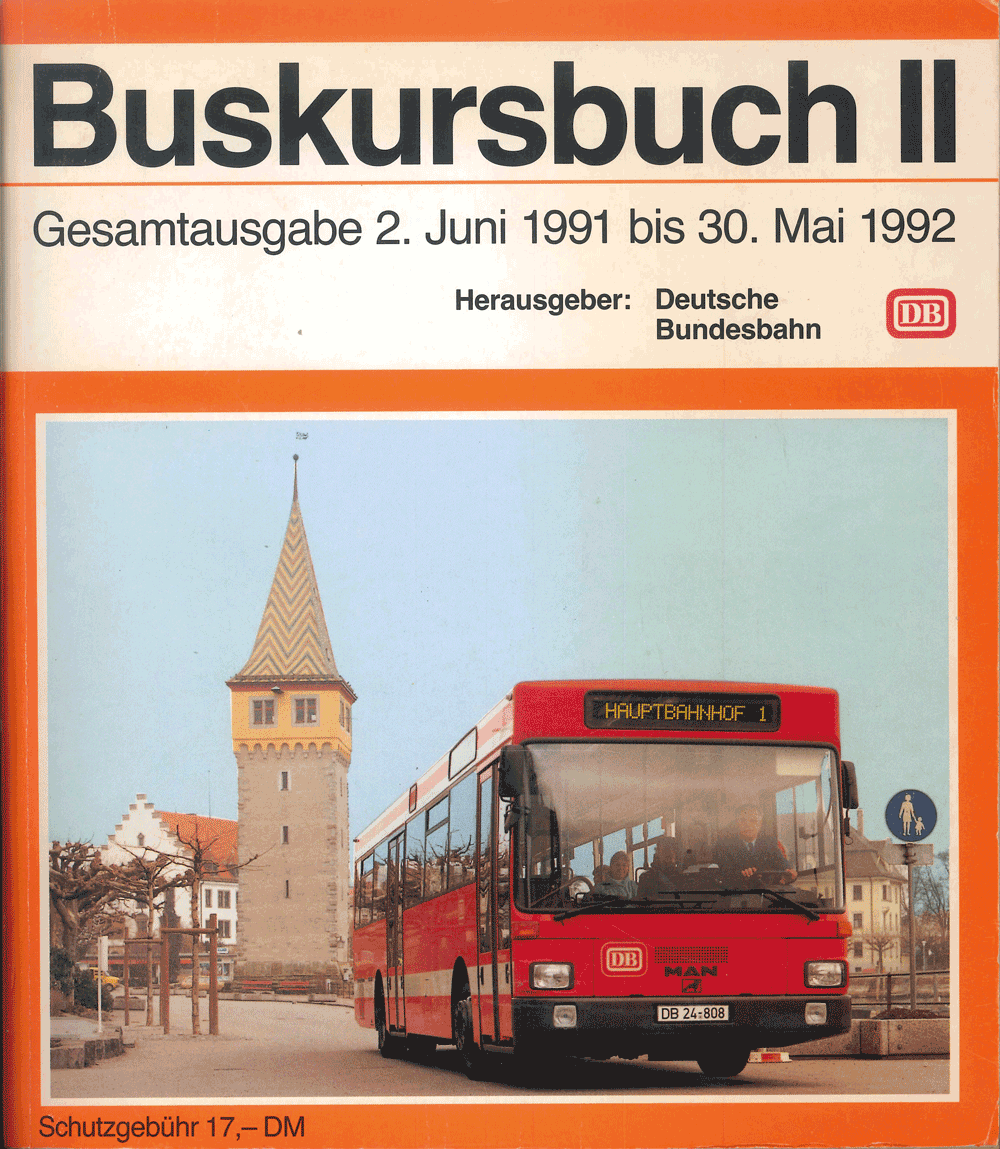
Buskursbuch II von 1991, auf dem Titelbild ein MAN SL 202-Stadtbus in Lindau (Bodensee)

Bis zum 28. Mai 1994 wurde ein zuletzt dreibändiges Buskursbuch herausgegeben. Die Fahrplantabellen im Buskursbuch ermöglichten es, deutschlandweit Verbindungen auch in kleinste Orte nachzuschlagen, zumal vereinzelt auch Linien anderer Betriebe aufgenommen waren.

### Taschenfahrpläne
Handlicher als die Gesamtausgabe waren die regionalen Taschenfahrplanheftchen im kleineren Format. Diese enthielten Fahrpläne der regionalen Buslinien sowie die Fahrpläne der entsprechenden Eisenbahnstrecken und wurden parallel herausgegeben.

## Linienbezeichnung
Die Bezeichnung der Linien orientierte sich bundeseinheitlich an den um 1930 eingeführten Kursbuchstrecken des Schienenverkehrs. Zunächst wurde Omnibusstrecken eine „2“ vorangestellt und nach einem Schrägstrich eine ein- bis dreistellige laufende Nummer zur weiteren Unterscheidung. So wurde beispielsweise die ehemalige Lokalbahnstrecke 424 b Freising–Unterzolling–Mainburg in den Busfahrplänen als 2424/19 geführt.
Zum Sommerfahrplan ab 28. Mai 1972 wurde das gesamte Kursbuchnummernsystem der Deutschen Bundesbahn (DB) reformiert und die regionalen Buslinien wurden nun nach vierstelligen (Kursbuch-)Nummern von 1500 (auf Sylt) bis theoretisch 9999 (Südbayern) bezeichnet. Die ersten zwei bis drei Ziffern wurden vom Nummernblock einer örtlich oder betrieblich assoziierten Bahnstrecke übernommen, während die folgenden ein bzw. zwei Ziffern die Buslinien weiter unterschieden. Die Bahnbuslinie Freising–Unterzolling–Mainburg wurde somit ab Sommer 1972 als Bahnbuslinie 9311 bezeichnet, analog zur neuen Schienen-Kursbuchstrecke 931 Freising–Unterzolling.
Jedoch wurden auch die vierstelligen Nummern zunächst nicht wie Liniennummern im heutigen Sinne, sondern wie die Kursbuchstrecken des Zugverkehrs verwendet. So konnten die Tabellen Fahrten abschnittsweise paralleler Strecken und Korridore mit unterschiedlichen Fahrtverläufen enthalten und Fahrten in mehreren Tabellen abschnittweise oder in ganzer Länge verzeichnet sein. Einzelne überregionale Streckentabellen enthielten zum Teil gar keine eigenen Fahrten, sondern lediglich die durchgebundenen langlaufenden Kurse regionaler Strecken. Da die Kurse so oftmals keiner einzelnen Linie zugeordnet werden konnten und die analoge Anzeigetechnik der Bahnbusse nur eine begrenzte Zahl unterschiedlicher Ziele anzeigen konnte, war wie im Zugverkehr am Fahrzeug meist nur das Fahrtziel und der grobe Fahrtverlauf, jedoch keine Nummer angegeben. Auch bei lokalen Linien wurde eine Angabe der Liniennummer am Fahrzeug erst gegen Ende der 1970er Jahre und bei neueren, speziell für den Linienverkehr entwickelten Fahrzeugen mit großen Zielschilderkästen üblich. Insbesondere bei im Linienverkehr eingesetzten Reisebussen von Subunternehmern oder in Bereich von großen Teilnetzen mit geringer Verkehrsdichte und häufigen Linienwechseln während eines Betriebstags war jedoch nicht selten bis nach der Jahrtausendwende und zur Einführung digitaler Fahrgastinformationssysteme noch eine einfache Zielbeschilderung ohne Nummer anzutreffen.
Noch heute werden die vierstelligen Nummern vor allem außerhalb von Verkehrsverbünden und bei einigen ehemaligen Bahnbusbetrieben weiterverwendet, sie werden jedoch zunehmend durch eigene und nicht mehr bundesweit einheitliche Bezeichnungen der Verkehrsverbünde, Landkreise oder Verkehrsbetriebe ersetzt oder redundant verwendet. Parallel zu den angebotenen Zugverbindungen verkehrende Bahnbuskurse wurden früher auszugsweise auch in den Fahrplantabellen des Schienenverkehrs eingetragen.

## Tarif

Bahnbus-Fahrschein von 1950 zu 0,20 D-Mark

Im Bahnbusverkehr galt ein bundwesweit einheitlicher Kilometertarif. Auf bestimmten Strecken beziehungsweise Fahrten wurden dabei auch Fahrkarten des Schienenverkehrs anerkannt, diese waren in den Fahrplantabellen mit einem Stern versehen.

## Besondere Linien

### Deutschlands erste Kraftpostlinie: Bad Tölz – Lenggries
Bereits seit 1905 wird die Buslinie Bad Tölz – Lenggries durchgängig durch die Post und dann als Nachfolger durch die RVO bis zum heutigen Tag betrieben.

### Deutschlands höchste Buslinie: Kehlsteinlinie
Seit 1952 bedient die RVO (bzw. ihre Vorgängerunternehmen) unfallfrei die Linie 9549 von Obersalzberg zum Kehlsteinhaus. Mit Hilfe von Spezialbussen (größere Motorleistung, veränderte Getriebe und Retarder) werden hier während der Sommermonate Mai bis Oktober über 250.000 Fahrgäste befördert. Mit 1696 m ü. NHN ist der Bergparkplatz am Kehlsteinhaus die höchstgelegene Bushaltestelle Deutschlands.

### Deutschlands erste Elektrobuslinie: Ortsverkehr Oberstdorf
Im Jahr 1992 ging im Rahmen des Projektes „Autofreies Oberstdorf“ die erste dauerhaft betriebene Batteriebus-Linie Deutschlands bei der Tochtergesellschaft Regionalverkehr Allgäu in Betrieb. Für fünf Jahre wurden im Rahmen eines Forschungsprojekts Metroliner MIC des Busproduzenten Neoplan zwischen den Auffangparkplätzen und dem Ortskern eingesetzt. In den Fahrzeugen kamen Nickel-Cadmium-Batterien zum Einsatz. Nach Abschluss der Testphase wurden die Batteriebusse 1997 durch Hybridbusse ersetzt.